# Mitsubishi Heavy Industries Football Club 1972
Questa voce raccoglie le informazioni riguardanti il Mitsubishi Heavy Industries nelle competizioni ufficiali della stagione 1972

## Stagione
Confermata la rosa della stagione precedente, il Mitsubishi Heavy Industries non riuscì a difendere la Coppa dell'Imperatore subendo, al secondo turno della competizione, una secca sconfitta per mano del Nippon Kokan. Poco degne di nota furono le prestazioni in Japan Soccer League dove si piazzò quarto, in evidente ritardo nei confronti delle contendenti al titolo.

## Maglie e sponsor
Alla divisa principale della squadra, con maglia rossa e calzoncini bianchi, se ne aggiunge una bianca a causa di una normativa che prescrive l'uso di divise bianche per le squadre che giocano il match in casa.
| Manica sinistra · Maglietta · Manica destra · Pantaloncini · Calzettoni | Manica sinistra · Maglietta · Manica destra · Pantaloncini · Calzettoni |  |

## Rosa
| N. |                     | Ruolo | Calciatore       |
| -- | ------------------- | ----- | ---------------- |
|    | Giappone (bandiera) | P     | Kenzō Yokoyama   |
|    | Giappone (bandiera) | D     | Kuniya Daini     |
|    | Giappone (bandiera) | D     | Hiroshi Katayama |
|    | Giappone (bandiera) | D     | Tadao Ōnishi     |
|    | Giappone (bandiera) | D     | Yoshio Kikugawa  |
|    | Giappone (bandiera) | C     | Kenji Okubo      |
|    | Giappone (bandiera) | C     | Hiroshi Ochiai   |
|    | Giappone (bandiera) | C     | Ichiro Ashikaga  |

| N. |                     | Ruolo | Calciatore          |
| -- | ------------------- | ----- | ------------------- |
|    | Giappone (bandiera) | C     | Takaji Mori         |
|    | Giappone (bandiera) | C     | Kazumi Takada       |
|    | Giappone (bandiera) | A     | Ryūichi Sugiyama    |
|    | Giappone (bandiera) | A     | Michio Ashikaga     |
|    | Giappone (bandiera) | A     | Ichirō Hosotani     |
|    | Giappone (bandiera) | A     | Yoshikazu Nakanishi |
|    | Giappone (bandiera) | A     | Yoshitaka Takahashi |

## Statistiche

### Statistiche di squadra
| Competizione          | Punti | Totale | Totale | Totale | Totale | Totale | Totale | DR  |
| Competizione          | Punti | G      | V      | N      | P      | Gf     | Gs     | DR  |
| --------------------- | ----- | ------ | ------ | ------ | ------ | ------ | ------ | --- |
| Japan Soccer League   | 16    | 14     | 5      | 6      | 3      | 26     | 19     | +7  |
| Coppa dell'Imperatore | -     | 2      | 1      | 0      | 1      | 9      | 3      | +6  |
| Totale                |       | 16     | 6      | 6      | 4      | 35     | 22     | +13 |

### Statistiche dei giocatori
| Giocatore | JSL Division 1 | JSL Division 1 | JSL Division 1 | JSL Division 1 |
| Giocatore | Presenze       | Reti           | Ammonizioni    | Espulsioni     |
| --------- | -------------- | -------------- | -------------- | -------------- |
| Ashikaga  | 14             | 3              | -              | -              |
| Daini     | 14             | -              | -              | -              |
| Hosotani  | 14             | 6              | -              | -              |
| Katayama  | 10             | -              | -              | -              |
| Kikugawa  | 14             | -              | -              | -              |
| Mori      | 14             | -              | -              | -              |
| Ochihai   | 14             | 1              | -              | -              |
| Okubo     | ?              | 8              | -              | -              |
| Onishi    | 11             | -              | -              | -              |
| Sugiyama  | 14             | 3              | -              | -              |
| Takada    | 14             | 2              | -              | -              |
| Yokoyama  | 14             | -              | -              | -              |